# Mahamat Issa Abakar
Mahamat Issa Abakar (sinh ngày 9 tháng 4 năm 1984) là một cầu thủ bóng đá người Tchad. Anh có 1 lần ra sân tham dự Đội tuyển bóng đá quốc gia Tchad.